# Onthophagus gilli
Onthophagus gilli é uma espécie de inseto do género Onthophagus da família Scarabaeidae da ordem Coleoptera.

## História
Foi descrita cientificamente pela primeira vez no ano de 2000 por Delgado & Howden.